# Хельблинди
Хе́льблинди (др.-сканд. Helblindi) — в скандинавской мифологии великан (ётун), брат Локи; также одно из имён Одина.

## Этимология
Helblindi в древнескандинавском языке происходит от двух слов hel («смерть») и blindr («слепой») и может означать «слепой царства мёртвых» или  — в поэтической версии — «Слепо-Хель». Аналогичные переводы можно встретить и в других современных языках (англ. Hel-Blinder; Death-Blind; he who blinds with death; нем. Hel-Blinder; finster wie die Unterwelt; der Blinde des Totenreichs).

## Хельблинди в письменных источниках
В «Старшей Эдде» Хельблинди упоминается лишь однажды: в строфе 46 «Речей Гримнира», где называется одним из имён верховного бога Одина (всего этот список включает 31 имя, каждое из которых запечатлевает какое-либо его свойство).
В «Видении Гюльви» (глава 33), входящем в состав «Младшей Эдды», её автор Снорри Стурлусон цитирует «Старшую Эдду» и дополнительно называет братьев Хельблинди (Локи, Бюлейст) и их родителей (Фарбаути, Лаувейя).
В «Языке поэзии» употреблён кеннинг «брат Бюлейста и Хельблинди» со значением «Локи».

## Интерпретации и мнения
К сожалению, никакой дополнительной информации о Хельблинди, кроме его имени и происхождения, в эддических и скальдических текстах не содержится, что открывает дорогу для всевозможных интерпретаций: 
- По версии норвежского лингвиста Софуса Бугге в скандинавской мифологии Хельблинди не кто иной, как сатана (поскольку первая часть его имени hel ассоциировалась с адом, helle, а сатана в христианской традиции зачастую назывался слепым); его же братья Бюлейст и Локи — соответственно Вельзевул и Люцифер[17].
- Так как Хельблинди в «Речах Гримнира» — хейти (синоним) Одина, то это наводит на размышления о сопоставимости триад Один-Лодур-Хёнир и Хельблинди-Локи-Бюлейст[4].
- Немецкий поэт и филолог Карл Зимрок видел в Одине-Хельблинди мужской эквивалент хозяйки царства мёртвых Хель (подчёркивая скрытую в них слепоту)[18].
- Его соотечественник Карл Вайнхольд считал Хельблинди богом смерти и, отождествляя его с Хлером (персонификацией моря), приписывал ему власть над водами[19][20].
- У германиста и историка литературы Рихарда Мейера Хельблинди идентичен со слепым богом Хёдом, спустившимся в подземное царство Хель[21].
- По его же мнению впервые Стурлусон в своей «Младшей Эдде» сделал из Хельблинди брата Локи[22].
- Исследователь Скандинавии и фольклорист Ойген Могк представлял Хельблинди и вовсе как одно из проявлений Локи, связывая последнего с его дочерью Хель и её царством[23].
- С этими мнениями согласуется наблюдение, что Хельблинди — один из целого ряда великанов, так или иначе, связанных со смертью и миром умерших[24].
- В качестве Хельблинди («смертельно ослепляющего») выступает Один, когда он как солнечным лучом поражает врагов на поле битвы своим копьём Гунгнир[25].
- В иной трактовке образ Хельблинди указывает на глаз Одина, оставленный тем в источнике Мимира, которым он смотрит в потусторонний мир[26].
- Согласно ещё одной интерпретации он является олицетворением подобной аду, мрачной и тёмной грозы[27].
- Есть предположение, что Helblindi — всего лишь неверное написание изначального Herblindr со значением «тот, кто ослепляет глаза воинов»[28].
- В неоязыческом движении Асатру Хельблинди считается порождением урагана и сильных ливней, ворвавшихся через раздувшиеся потоки в море, под которыми подразумевается Фарбаути[29].